# Hokuei
Hokuei (大栄町?, Hokuei-chō) è una cittadina del Giappone situata nel distretto di Tohaku e nella prefettura di Tottori.
La municipalità fu creata il 1º ottobre 2005, dall'unione delle due cittadine Hōjō e Daiei. Nel 2006 aveva una popolazione di 15 894 abitanti e una densità di 278,11 ab./km². La superficie totale del territorio comunale è di 57,15 km².
È diventata una sorta di "Conan Town" dove, oltre ai locali a tema, è possibile rinvenire una numerosa serie di statue e installazioni dedicate a Detective Conan.